# Sanatorium Marta w Połczynie-Zdroju
Sanatorium Marta w Połczynie-Zdroju – obiekt sanatoryjny w uzdrowisku Połczyn-Zdrój, zarządzany obecnie przez Fundację Porozumienie. Zlokalizowane przy ul. Zdrojowej 1/2, w północno-wschodniej części parku zdrojowego.

## Historia
Obiekt został wybudowany około 1910 przez wieloletniego przewodniczącego połczyńskiej gminy żydowskiej Juliusa Finkelsteina jako dom kuracyjny Finkelstein (niem. Kurhaus Finkelstein), przy ówczesnej promenadzie Bismarcka (Bismarckpromenade), obecnej ul. Zdrojowej, wraz z koszerną restauracją. W okresie I wojny światowej pełnił funkcję jednego z wielu w Połczynie szpitala polowego (Feldlazarett Kurhaus Finkelstein). W latach 20. został rozbudowany, zaś w 1934 sprzedany dr. Isidorowi Neubergowi (Kurhaus Dr. Isidor Neuberg), który był właścicielem sąsiedniego sanatorium Cäcilienbad (w okresie powojennym znanym jako Sanatorium Poznanianka, obecnie nie funkcjonuje). W 1936 obiekt został przejęty przez władze miasta, które ulokowały w nim swoją siedzibę. Po wyzwoleniu pełnił funkcję posterunku milicji, ponownie Zarządu Miejskiego, w 1956 przywrócono mu funkcję sanatoryjną pod nazwą Sanatorium Dąbrówka, a po zakupie w 2005 przez Fundację Porozumienie, od 2006 pod nazwą Sanatorium Marta.